# Mikkel Hansen
Mikkel Hansen (* 22. října 1987 Helsingør) je bývalý dánský házenkář, který ukončil kariéru v Dánskem klubu Aalborg Håndbold. Mezinárodní házenkářská federace ho vyhlásila nejlepším světovým hráčem v letech 2011, 2015 a 2018. Dánským házenkářským reprezentantem byl i jeho otec Flemming Hansen.

## Klubová kariéra
V roce 2007 vyhrál dánskou ligu s klubem GOG Svendborg TGI. Pak přestoupil do FC Barcelona, jemuž pomohl vyhrát Copa del Rey de Balonmano 2009 a 2010 a postoupit do finále Ligy mistrů 2010. Dalším působištěm byl Albertslund Glostrup Kodaň, kde získal ligový titul 2011 a 2012. S PSG vyhrál francouzskou nejvyšší soutěž LNH Division 1 v letech 2013, 2015 a 2016 a hrál semifinále Ligy mistrů 2016. V letech 2012 a 2016 byl nejlepším střelcem Ligy mistrů (jeho 121 branek v sezóně 2015/16 je historickým rekordem LM) a v letech 2015 a 2016 nejlepším střelcem francouzské ligy.

## Reprezentační kariéra
S dánskou reprezentací hrál na čtyřech olympiádách: v roce 2008 byl sedmý, v roce 2012 šestý, v roce 2016 získal zlatou medaili, a v roce 2020 získal stříbro.Také vyhrál mistrovství Evropy v házené mužů 2012 a na mistrovství Evropy v házené mužů 2014 byl druhý, z mistrovství světa v házené mužů 2011 a mistrovství světa v házené mužů 2013 má stříbro, na mistrovství světa v házené mužů 2015 byl pátý. V roce 2019 pomohl Dánům k premiérovému titulu mistrů světa, když byl nejlepším střelcem (72 branek) a nejužitečnějším hráčem šampionátu. Stal se také s 68 brankami nejlepším střelcem MS 2011 a byl vyhlášen nejužitečnějším hráčem MS 2013 a olympijského turnaje 2016.